# Лесинг (награда - ГДР)
Вижте пояснителната страница за други значения на Лесинг.
Наградата „Лесинг“ (на немски: Lessing-Preis der DDR) е най-престижната литературна награда на ГДР, учредена от Министерството на културата през 1954 г. по случай 225-ата годишнина от рождението на Готхолд Ефраим Лесинг.
С наградата се удостояват изтъкнати творби от областта на театралната драматургия, теорията на изкуството и художествената критика, които „допринасят за развитието на изкуството в духа на Лесинг“.
Отличието се присъжда на отделни лица или на колективи до шест души – до 1977 г. всяка година, след това на всеки две години. Състои се от медал, грамота и парична сума от 10 000 източногермански марки.
Наградата се връчва от министъра на културата на 22 януари, рождената дата на Лесинг.

## Носители на наградата (подбор)
- Петер Хакс (1956)
- Ервин Щритматер (1961)
- Ролф Шнайдер (1962)
- Хайнц Калау (1972)
- Хайнер Мюлер (1975)
- Фолкер Браун (1981)
- Кристоф Хайн (1989)